# Рука смерти
«Рука смерти» (кит. трад. 少林門, палл. Шао Линь мэнь, буквально: «Шаолиньские последователи») — гонконгский кинофильм, снятый на киностудии Golden Harvest режиссёром Джоном Ву по его же сценарию. Кинокартина впервые получила релиз в Южной Корее в 1975 году и спустя год — в Гонконге.

## Сюжет
Действие фильма происходит в Китае во времена правления династии Цин, когда маньчжуры настойчиво преследовали последователей Шаолиня, и однажды при помощи подкупленного ими монаха Ши Шаофэна (Джеймс Тянь) ворвались на территорию монастыря, убили множество монахов и разрушили главный храм Шаолиня. Шаолинь на время перестал существовать как монастырь, оставшиеся в живых монахи разошлись по стране, чтобы искать последователей, тренировать их и готовить к восстаниям против власти маньчжуров.
Спустя время в отдалённом лагере тренируется группа шаолиньских учеников. Самый способный из них, Юнь Фэй (Дориан Тань), владеет стилем дракона; он готовится выполнить задачу, к которой готовился несколько лет — устранить Ши Шаофэна. Ши Шаофэн, ставший к этому времени военачальником маньчжурской армии, боясь мести со стороны шаолиньских монахов, стал очень подозрительным, постоянно проверял всех своих людей, даже личных телохранителей, а кроме того неустанно совершенствовался во владении боевыми искусствами и создал свой собственный стиль «железный коготь».
Во время финального экзамена Юнь Фэй побеждает всех противников и получает благословение мастера, после чего отправляется к месту обитания Ши Шаофэна. По пути он помогает кузнецу Таню.
Юнь Фэй прибывает в логово Ши и нанимается к нему телохранителем. На глазах Юня Ши убивает одного из своих телохранителей, который оказался лазутчиком последователей Шаолиня, а затем предлагает Юню показать себя в тренировочном бою против него самого. Юнь соглашается и сразу же пытается применять смертоносные приёмы Шаолиня, надеясь убить изменника, но терпит неудачу: шаолиньские приёмы оказываются бессильны против «железного когтя» Ши. Ши побеждает и избивает Юня, а затем оставляет его своим восьми телохранителям, вооружённым мечами, копьями и щитами и приказывает пытать его, чтобы к утру следующего дня знать, кто он.
Ночью Юнь сбегает благодаря Таню, вместе с ним отправляется в деревню, где узнаёт, что люди Ши грабят всех подряд, из-за чего обычные люди готовы помогать всем, кто может освободить их от тирана.
По пути Юнь знакомится ещё с двумя людьми, включая искусного меченосца, который никогда не доставал меч после того, как случайно убил проститутку, которую он любил.
Команда формирует коалицию ради победы над Ши и его людьми.
Группа составляет план сражения и тренируется, улучшая свои навыки. Юнь Фэй и остальные герои разрабатывают план диверсии, чтобы потом напасть на штаб Ши по отдельности.
Засада проходит успешно. Заманив главного помощника Ши, Тань первым вступает в бой. Прибыв к воротам, которые являются крепостью тирана, он расправляется с несколькими охранниками, в том числе с двумя элитными бойцами Ши. В это время остальные герои достигают пастбища, куда приходят другие четыре главных бойца соперника. Там же происходит столкновение.
К сожалению для команды Юня, борьба длилась дольше, чем предполагалось, и Ши разгадал их планы. Тань возвращается к команде и помогает ей, но получает смертельное ранение. Юнь Фэй с друзьями убивают элиту Ши и сбегают, после чего Ши и его главный подчинённый Ду преследуют их.
Всё больше героев погибает в пути и, наконец, Юнь убивает последнего элитного бойца Ши на пляже. В конце концов Юнь сталкивается с главным и его оставшимися людьми. Юнь Фэй устраняет их, а потом бьётся с Ши и побеждает.

## В ролях
| Актёр       | Роль                                  |
| ----------- | ------------------------------------- |
| Дориан Тань | Юнь Фэй                               |
| Джеймс Тянь | Ши Шаофэн                             |
| Джеки Чан   | Тань                                  |
| Саммо Хун   | Ду Цин                                |
| Джон Ву     | Чжан И                                |
| Ян Ви       | Странник                              |
| Ким Ги Джу  | Улыбающийся Лис Ма Ле                 |
| Юань Бяо    | человек со стрелой                    |
| Юнь Ва      | один из восьми телохранителей Шаофэна |

## Съёмочная группа
- Кинокомпания: Golden Harvest
- Продюсер: Рэймонд Чоу
- Режиссёр: Джон Ву
- Сценарист: Джон Ву
- Ассистент режиссёра: Ким Чон Ён
- Постановка боёв: Саммо Хун
- Оператор: Лян Юнцзы
- Художник: Чинь Сам, Сун Пафуй
- Композитор: Джозеф Ку
- Монтажёр: Питер Чён
- Дизайнер по костюмам: Чю Синхэй